# Tropaeolum tuberosum
Tropaeolum tuberosum Ruíz e Pavón, 1802 comunemente nota come mashua è una pianta appartenente alla famiglia delle Tropaeolaceae, originaria del nord-ovest dell'America meridionale.
La mashua viene coltivata sulle Ande, in particolare in Perù e Bolivia, e in misura minore in Ecuador e in alcune zone della Colombia, per i suoi tuberi commestibili, che vengono consumati cotti o arrostiti come verdura. È una fonte di cibo minore, soprattutto per le popolazioni native amerindie. 

## Descrizione

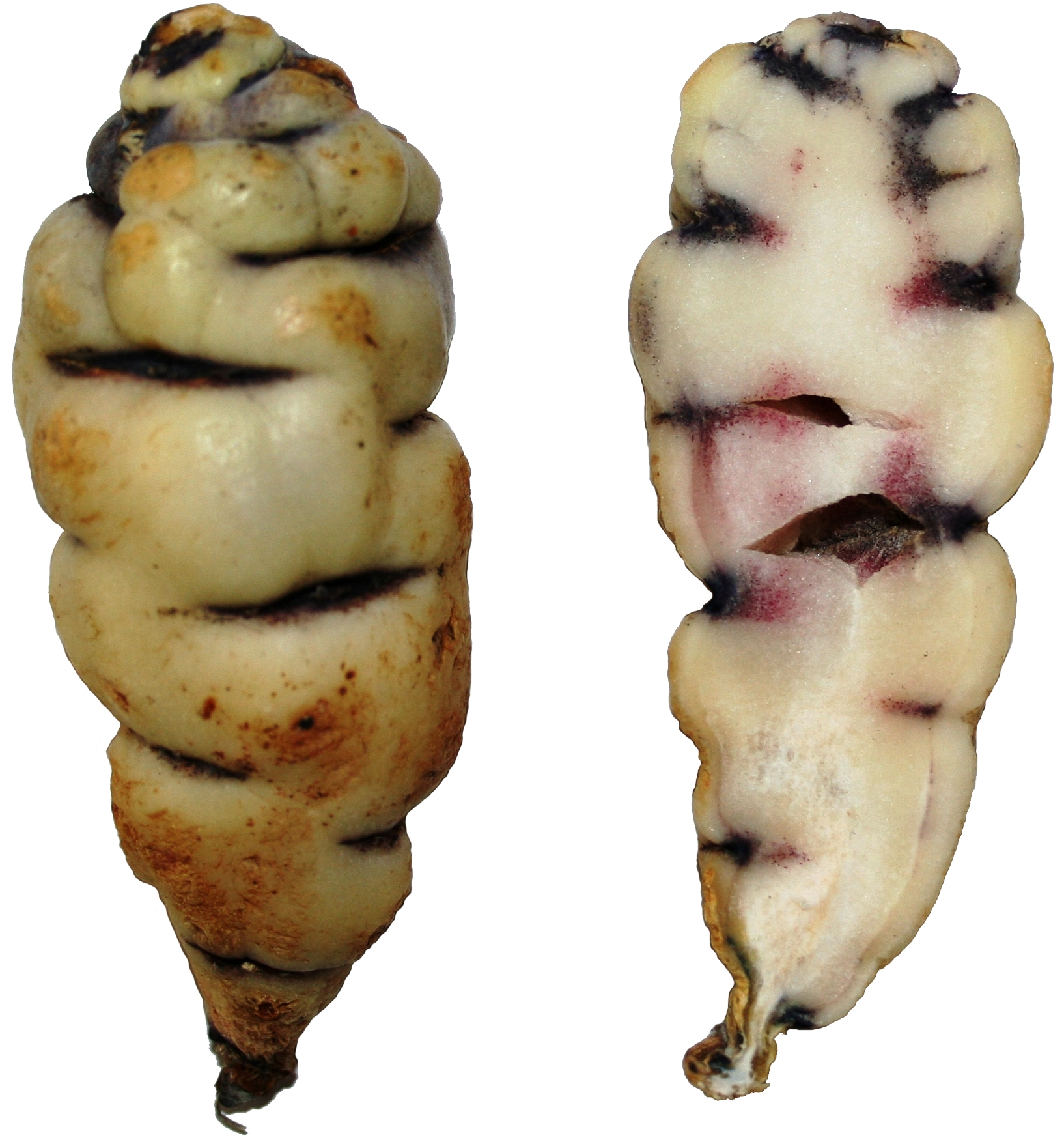
Tubero di mashua

La mashua è una pianta rampicante erbacea perenne che cresce fino a 2-4 m in altezza. La specie è imparentata con il nasturzio da giardino e occasionalmente viene coltivata come ornamentale per i suoi fiori tubolari dai colori vivaci.
Si distingue da Tropaeolum majus per la forma più tubolare del fiore, per le foglie, che sono lobate, e per il suo tubero commestibile. Quest'ultimo ha la proprietà di potersi formare a partire da stoloni.
La pianta cresce vigorosamente  anche in terreni marginali e compete bene con le erbe infestanti. È adatta all'agricoltura di sussistenza ad alta quota e dà rendimenti elevati; A 3.000 metri di altitudine si producono 30 tonnellate di tuberi per ettaro, ma in condizioni di ricerca sono state prodotte fino a 70 tonnellate per ettaro. La sua straordinaria resistenza agli insetti, ai nematodi e ai batteri è attribuita agli alti livelli di isotiocianati. 
Sebbene la mashua sia completamente addomesticata, persiste nella vegetazione selvatica a causa della sua crescita aggressiva e della sua robustezza. In Colombia viene piantata come coltura complementare per respingere i parassiti nei campi di patate. È stato dimostrato che i glucosinolati contenuti nella pianta danneggiano gli afidi erbivori. L'irrorazione di un raccolto con una miscela contenente glucosinolati provenienti dalla mashua può causare fino al 97% di mortalità degli afidi. Le molecole estratte dalla mashua possono costituire un'alternativa praticabile, efficace ed ecologica ai pesticidi sintetici. Caratteristiche come queste aumentano il potenziale per l’utilizzo del mashua in agroecologia.

## Usi
Il tubero di mashua crudo è amaro a causa dei glucosinolati, ma l'amarezza diminuisce dopo la cottura, il congelamento o la frantumazione. I tuberi costituiscono fino al 75% del peso delle piante mature.
La divulgazione del mashua può essere limitata dal suo sapore forte e dalla sua reputazione come anafrodisiaco. Padre Bernabé Cobo ricorda che nel XVI secolo gli Inca donavano enormi quantità di mashua alle loro truppe affinché dimenticassero le loro mogli. Tuttavia, i tuberi di mashua arrostiti nei tradizionali forni da campo di terra, costruiti al momento del raccolto, sono considerati una prelibatezza. Inoltre, i tuberi crudi possono essere triturati sottilmente e aggiunti alle insalate, per conferire un sapore piccante e una consistenza croccante.
Nel suo areale nativo, la mashua è coltivata principalmente per i suoi tuberi commestibili, ma ha valore ornamentale nella zona temperata per il suo portamento strisciante e i vistosi fiori tubolari bicolori, che compaiono in estate e in autunno. I sepali sono rosso-arancio mentre i petali sono di colore giallo brillante. Nelle zone soggette al gelo richiede una certa protezione in inverno.